# Lisiak
Lisiak (do 1945 r. niem. Elisenhof) – osada w Polsce położona w województwie warmińsko-mazurskim, w powiecie bartoszyckim, w gminie Górowo Iławeckie. Wieś wchodzi w skład sołectwa Pieszkowo.
W 1889 roku był to folwark, należący do majątku ziemskiego Piaseczno i był w posiadaniu szlachty pomorskiej von Hatten-Hatynskich. W czasie spisu powszechnego roku 1978 Lisiak ujęto razem ze wsią Pieszkowo.
W latach 1975–1998 miejscowość należała administracyjnie do województwa olsztyńskiego.